# Ronde van Italië 2014/Veertiende etappe
De veertiende etappe van de Ronde van Italië 2014 werd op 24 mei verreden. Het peloton begon in Agliè aan een bergrit van 164 kilometer die in Oropa (Biella) eindigde. 

## Verloop
Albert Timmer speelde een hoofdrol in de rit met onder meer twee cols van de eerste categorie. De renner van Giant behoorde tot een twintigtal renners, die al vroeg op los van het peloton kwamen en sprong tijdens de slotklim weg uit die groep. 
Op ruim 2 kilometer van de meet werd hij door Dario Cataldo, Jarlinson Pantano en Enrico Battaglin ingehaald, waarna hij even aanhaakte in de slotkilometer, maar uiteindelijk moest passen. Battaglin versloeg de andere twee in de sprint.
De toppers in het klassement deden dus niet mee om de dagprijzen, maar in de groep met favorieten werd Rigoberto Urán in zijn roze trui wel onder vuur genomen. 
Domenico Pozzovivo, de nummer vier in het klassement, opende de aanval op Urán tijdens de slotklim en de Colombiaan kon niet volgen. Ook Wilco Kelderman, de nummer vijf, reed weg bij Urán, die in zijn eigen tempo zijn weg vervolgde en zo de schade binnen beperkt wist te houden.
Pozzovivo boekte 21 seconden winst op Urán en Kelderman kwam zeventien seconden dichterbij. Wout Poels (de nummer acht) wist net als Cadel Evans (tweede) vijf seconden van zijn achterstand op het roze af te halen.

## Uitslag
| Agliè - Oropa (Biella) (173 km) |                   |                    |          |
| Plaats                          | Naam              | Ploeg              | Tijd     |
| Winnaar                         | Enrico Battaglin  | Bardiani CSF       | 4u34'41" |
| 2                               | Dario Cataldo     | Sky ProCycling     | z.t.     |
| 3                               | Jarlinson Pantano | Team Colombia      | +7"      |
| 4                               | Jan Polanc        | Lampre-Merida      | +17"     |
| 5                               | Nicolas Roche     | Tinkoff-Saxo       | +22"     |
| 6                               | Albert Timmer     | Giant-Shimano      | +26"     |
| 7                               | Emanuele Sella    | Androni Giocattoli | +28"     |
| 8                               | Mattia Cattaneo   | Lampre-Merida      | +33"     |
| 9                               | Tim Wellens       | Lotto-Belisol      | +39"     |
| 10                              | Ivan Santaromita  | Orica-GreenEDGE    | +54"     |

## Klassementen
| Algemeen klassement |                    |                         |           |
| Plaats              | Naam               | Ploeg                   | Tijd      |
| Roze trui           | Rigoberto Urán     | Omega Pharma-Quick-Step | 57u52'51" |
| 2                   | Cadel Evans        | BMC Racing Team         | +32"      |
| 3                   | Rafał Majka        | Tinkoff-Saxo            | +1'35"    |
| 4                   | Domenico Pozzovivo | AG2R La Mondiale        | +2'11"    |
| 5                   | Wilco Kelderman    | Belkin Pro Cycling      | +2'33"    |
| 6                   | Nairo Quintana     | Team Movistar           | +3'04"    |
| 7                   | Fabio Aru          | Astana Pro Team         | +3'16"    |
| 8                   | Wout Poels         | Omega Pharma-Quick-Step | +4'01"    |
| 9                   | Pierre Rolland     | Team Europcar           | +5'07"    |
| 10                  | Robert Kišerlovski | Trek Factory Racing     | +5'13"    |
|                     |                    |                         |           |
| 17                  | Maxime Monfort     | Lotto-Belisol           | +9'34"    |

| Puntenklassement |                    |                     |        |
| Plaats           | Naam               | Ploeg               | Punten |
| Rode trui        | Nacer Bouhanni     | FDJ.fr              | 251    |
| 2                | Giacomo Nizzolo    | Trek Factory Racing | 225    |
| 3                | Elia Viviani       | Cannondale          | 173    |
|                  |                    |                     |        |
| 10               | Wilco Kelderman    | Belkin Pro Cycling  | 71     |
| 22               | Tosh Van der Sande | Lotto-Belisol       | 34     |

| Bergklassment |                  |                     |        |
| Plaats        | Naam             | Ploeg               | Punten |
| Blauwe trui   | Julián Arredondo | Trek Factory Racing | 75     |
| 2             | Tim Wellens      | Lotto-Belisol       | 57     |
| 3             | Diego Ulissi     | Lampre-Merida       | 39     |
|               |                  |                     |        |
| 12            | Wilco Kelderman  | Belkin Pro Cycling  | 15     |

| Jongerenklassement |                 |                    |           |
| Plaats             | Naam            | Ploeg              | Tijd      |
| Witte trui         | Rafał Majka     | Tinkoff-Saxo       | 57u54'26" |
| 2                  | Wilco Kelderman | Belkin Pro Cycling | +58"      |
| 3                  | Nairo Quintana  | Team Movistar      | +1'29"    |
|                    |                 |                    |           |
| 18                 | Tim Wellens     | Lotto-Belisol      | +1u11'42" |

| Ploegenklassement |                         |            |
| Plaats            | Ploeg                   | Tijd       |
|                   | Omega Pharma-Quick-Step | 172u57'49" |
| 2                 | AG2R La Mondiale        | +4'47"     |
| 3                 | BMC Racing Team         | +15'15"    |
|                   |                         |            |
| 14                | Belkin Pro Cycling      | +1u17'37"  |

1e etappe ·
2e etappe ·
3e etappe ·
4e etappe ·
5e etappe ·
6e etappe ·
7e etappe ·
8e etappe ·
9e etappe ·
10e etappe ·
11e etappe ·
12e etappe ·
13e etappe ·
14e etappe ·
15e etappe ·
16e etappe ·
17e etappe ·
18e etappe ·
19e etappe ·
20e etappe ·
21e etappe
Startlijst · Eindstanden · Afbeeldingen